# Помосъял
 Помосъял  — деревня в Параньгинском районе Республики Марий Эл. Входит в состав Елеевского сельского поселения.

## География
Находится в восточной части республики Марий Эл на расстоянии приблизительно 18 км по прямой на север от районного центра посёлка Параньга.

## История
Основана в 1740-х годах как починок Памасъял, в 1747 году здесь было учтено 28 душ мужского пола. В 1836 году деревня состояла из 20 дворов, проживало 185 человек, в 1859 22 двора и 256 жителей, в 1917 году 107 и 645. В 1925 году в Помосъяле проживало 668 человек, все марийцы. В 2002 году в деревне оставалось 96 домов. В советское время работал колхоз «Путиловец».

## Население
Население составляло 316 человек (мари 100 %) в 2002 году, 302 в 2010.

## Известные уроженцы
Попов Никандр Семёнович (род. 1950) — советский и российский деятель науки, учёный-этнограф, общественный деятель. Кандидат исторических наук (1981), заведующий сектором истории (1983—1993), заведующий отделом этнографии / этнологии Марийского научно-исследовательского института языка, литературы и истории им. В.М. Васильева (с 1998 года). Зарубежный член Финно-угорского общества Финляндии (г. Хельсинки, 2003). Председатель межрегиональной общественной организации «Марий ушем». Заслуженный деятель науки Республики Марий Эл (2000). Награждён медалью ордена «За заслуги перед Марий Эл» (2020).